# 윤용기 (1926년)
윤용기(1926년 8월 2일 ~ 2001년 6월 13일)는 대한민국의 비전향 장기수이다.

## 생애
인천 강화군의 빈농 가정에서 태어나 교육을 거의 받지 못한 채 어렵게 성장했다. 아버지를 일찍 여의고 어릴 때부터 생계를 위해 생활 전선에 뛰어들었다.
태평양 전쟁 종전 후인 미군정 시기에 삼팔선 이북의 정치를 동경하여 좌익 운동에 입문했고 한국 전쟁 중 월북했다. 조선로동당 간부로서 건설 부문에서 일하며 함경남도 흥남시의 흥남비료공장 건설 등에 참여하였다.
결혼하여 정착해 살던 중 1950년대 후반에 공작원으로 소환되어 남파되었으며 별다른 활동은 하지 못하고 체포되어 복역하였다. 수감 기간 중 전향을 권유받았으나 그러지 않고 약 40년 동안 수감 생활을 했다. 비전향 장기수 가운데서도 수감 기간이 긴 초장기수에 속한다.
1998년에 70세 이상 고령자로 분류되어 대전교도소에서 풀려났다. 그러나 석방 후에도 보안관찰법에 의거한 감시를 받아, 조선민주주의인민공화국에 남겨두고 온 가족 이야기를 한 것이 문제가 되어 조사를 받기도 했다.
2000년 6·15 남북 공동선언에 의해 조선민주주의인민공화국으로 송환되어 가족과 다시 만났고, 다른 장기수들과 함께 조국통일상을 받았다. 이듬해인 2001년에 송환된 장기수 가운데 이종환의 뒤를 이어 두 번째로 죽어 애국렬사릉에 묻혔다. 뇌경색으로 죽기 직전인 2001년 6월에 〈운명의 태양을 받드옵니다〉라는 글을 발표하여 김정일에 대한 지지를 밝힌 바 있다.